# Ich kauf’ mir lieber einen Tirolerhut (Lied)
Ich kauf’ mir lieber einen Tirolerhut ist ein deutscher Schlager des Jazz-Trompeters und Schlagersängers Billy Mo (1923–2004) aus dem Jahr 1962. Musik und Text stammen von Charly Niessen und Franz Rüger.
Für den aus Trinidad stammenden promovierten Jazztrompeter Billy Mo, der schon zuvor mit Schlagern wie „Das Fräulein Gerda“ oder „Mein Papagei frisst keine harten Eier“ erste Erfolge im Nachkriegsdeutschland erzielen konnte, bedeutete der Nummer-eins-Hit im Jahr 1963 den Durchbruch als Unterhaltungskünstler. Ein Tirolerhut wurde fortan zum Markenzeichen des Künstlers, den er nicht nur bei diesem Stück trug.

## Stück
Das 2:30 Minuten lange Stück hat eine Polka-Grundlage mit einer typischen, von einer Tuba gespielten Basslinie. Als Instrumente des Dixielandjazz sind ein Rhythmus-Banjo, Klarinette, Posaune und Trompete zu hören. Vor allem in den Instrumentalpassagen nach dem Refrain werden kurze, jazzartige Kollektivimprovisationen eingebaut.
Ich kauf’ mir lieber einen Tirolerhut hat drei Strophen, die von vollmundigen Versprechungen eines Musikagenten, einer reichen Frau und eines Corporals beim Militär berichten, die Billy Mo Ruhm, Wohlstand und eine militärische Karriere in Aussicht stellen. Nachdem sich die erhoffte Musikkarriere in Las Vegas nicht einstellt („war alles gar nicht wahr“), verzichtet Mo auf weitere Wagnisse, kauft sich lieber einen Tirolerhut und macht jeden Sonntag Blasmusik, und zwar „immer nur dasselbe Stück“.
In einigen Zeilen jeder Strophe sind absichtlich Artikel weggelassen („Er sagt: "Du wirst großer Star"“, „In San Remo reiche Frau, machte mit mir große Schau“, „sagte zu mir Corporal“). Offensichtlich soll dies ein Klischee bedienen, das auf die Herkunft des dunkelhäutigen Interpreten und die damit verbundenen mangelnden deutschen Sprachkenntnisse abzielt. Der Refrain hingegen enthält keine Auslassungen von Artikeln.

## Hintergründe
Angeblich entstand die Idee zu „Ich kauf’ mir lieber einen Tirolerhut“ nach einem Auftritt im Kölner Gürzenich, als der Veranstalter zur Auszahlung der Gage nicht auftauchte. Als Billy Mo auf einem Tisch einen Tirolerhut sah, soll er „dann klau’ ich lieber einen Tirolerhut“ gesagt haben, was dem Texter und Komponisten Charly Niessen erzählt wurde. Der schrieb ihm den Titel auf den Leib, der am 1. Februar 1963 in die Deutsche Single-Verkaufshitparade kam und 12 Wochen in den Top-10, davon vier Wochen auf Nummer 1 stand.

## Film
Im Jahr 1965 kam der Schlagerfilm Ich kauf mir lieber einen Tirolerhut in die Kinos, der neben Billy Mo unter anderem mit Christiane Rücker, Hannelore Auer, Hubert von Meyerinck und Manfred Schnelldorfer besetzt war.

## Coverversionen
Das Stück wurde von Mo selbst auch in englischer Sprache als „I’d Rather Buy Myself a Tyrolian Hat“ und auf Niederländisch („Tiroler Hoed“) eingespielt. Unter dem Titel „Un p’tit chapeau tyrolien“ spielte es der Musette-Musiker André Verchuren.
In deutscher Sprache gibt es Coverversionen von den Viel-Harmonikern (1977), Frank Zander alias Fred Sonnenschein und seine Freunde (1979), Peter Wackel (2011, neuer Text) sowie Die Toten Hosen alias Die Roten Rosen (1987) auf dem Album Never Mind The Hosen – Here’s Die Roten Rosen. Außerdem gibt es zwei norwegische Versionen von Arne Bendiksen (1963) und Anita Hegerland (1969) sowie zwei dänische Adaptionen von Jørgen Winckler (1963) und Ole Søltoft (1969). Eine schwedische Version wurde 1969 von Östen Warnerbring interpretiert.